# Flåm
Flåm es un pueblo del municipio de Aurland, en la provincia de Vestland, Noruega. Está situado al final del fiordo Aurlandsfjord, que es a su vez un brazo del Sognefjord. Cuenta con una población de unos 350 habitantes. Es la localidad natal del poeta Per Sivle.

## Nombre
El nombre Flåm está documentado en 1340 como Flaam. Deriva del dativo plural del noruego antiguo flá, que significa «llanura, lugar llano», referido a las llanuras inundadas por el río Flåm.

## Economía
A pesar de su pequeño tamaño, la localidad de Flåm es un popular destino turístico desde finales del siglo XIX. En la actualidad recibe más de un millón de visitantes al año. 
Sus principales atractivos turísticos son los cruceros en barco por los fiordos y el Flåmsbana, una línea de tren panorámica que recorre los valles entre Flåm y Myrdal a lo largo de 17 kilómetros salvando grandes desniveles.
La ruta Rallarvegen, que une Haugastøl con Voss, es también uno de los principales atractivos turísticos, especialmente para los ciclistas.

## Infraestructuras de transporte
Debido a su atractivo turístico, las dos principales infraestructuras de transporte de Flåm son la estación de ferrocarril y el puerto.
La estación de ferrocarril está situada a dos metros sobre el nivel del mar, y conecta la localidad con Myrdal, a 870 metros de altitud. Junto a la estación se ha abierto un museo del ferrocarril que homenajea a la historia del Flåmsbana.
El puerto de Flåm está preparado para recibir tanto pequeños barcos, como ferrys y grandes cruceros de pasajeros. Flåm es uno de los puertos turísticos con más actividad de país, y en 2024 recibió a más de 300.000 pasajeros. En 2023 fue premiado como la mejor terminal en sostenibilidad en los World Cruise Awards.
El acceso en coche a Flåm se puede hacer por la ruta europea E16, una de las principales carreteras en Noruega, que une Oslo y Bergen.

## Galería

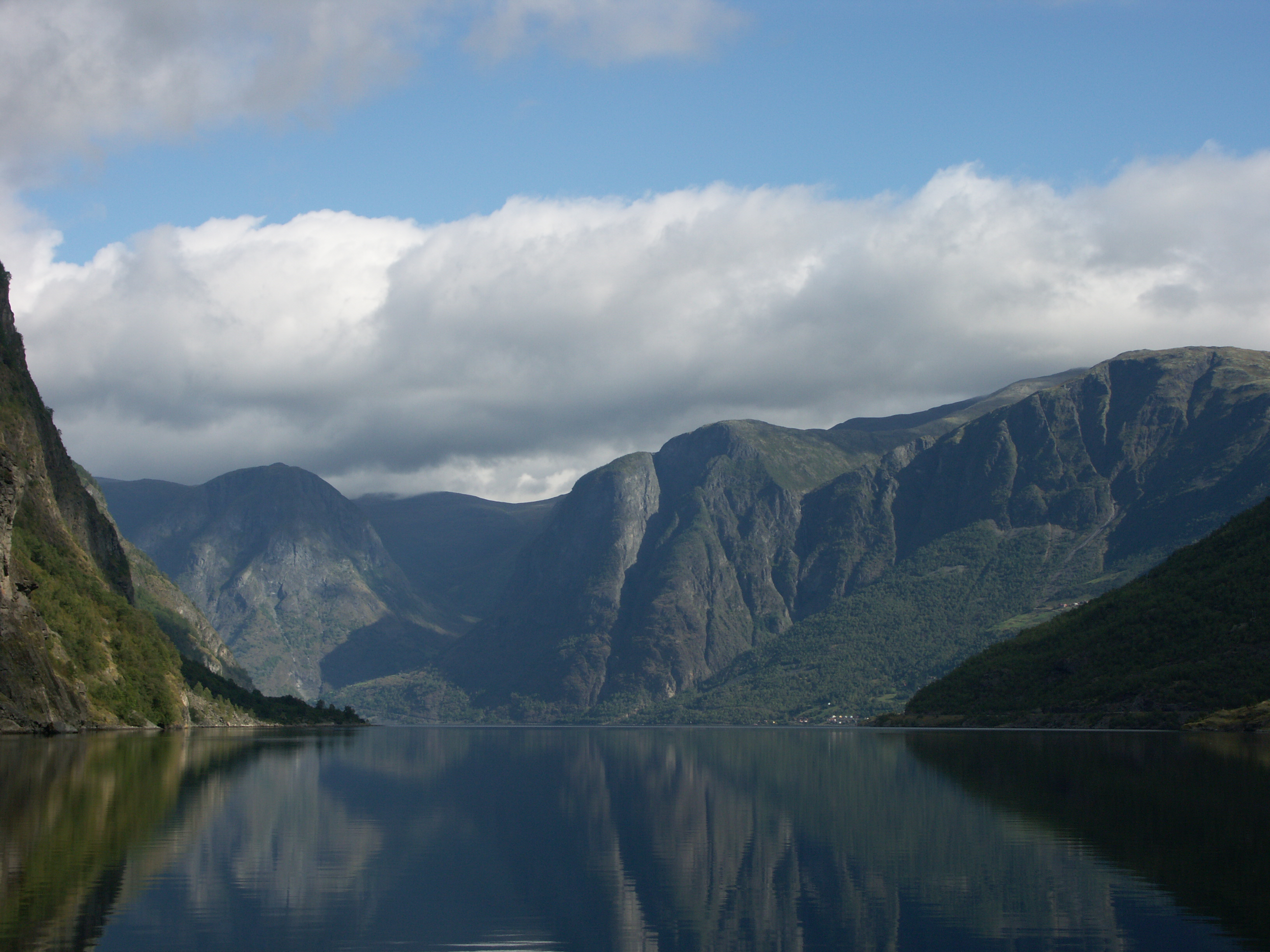
Los fiordos desde Flåm.
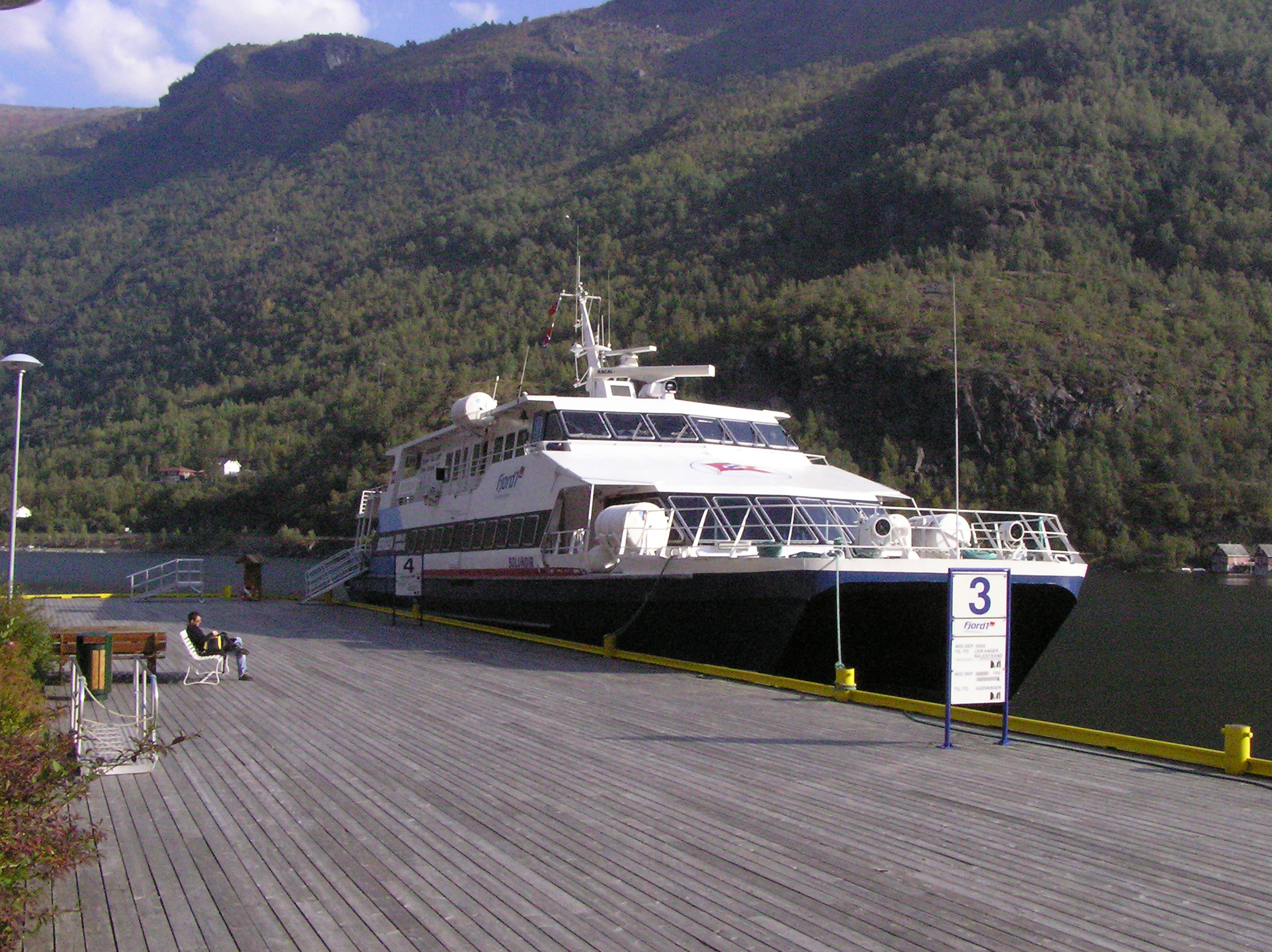
Barco en el puerto de Flåm.
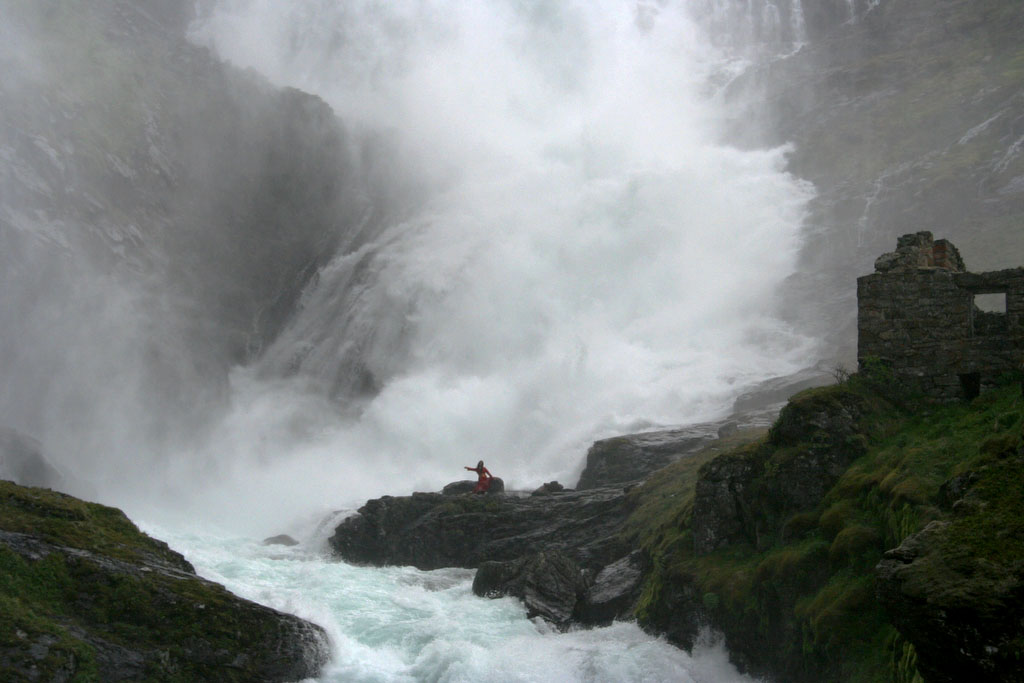
La catarata Kjosfoss, en mitad del recorrido del Flåmsbana, el tren que une Flåm con Myrdal.
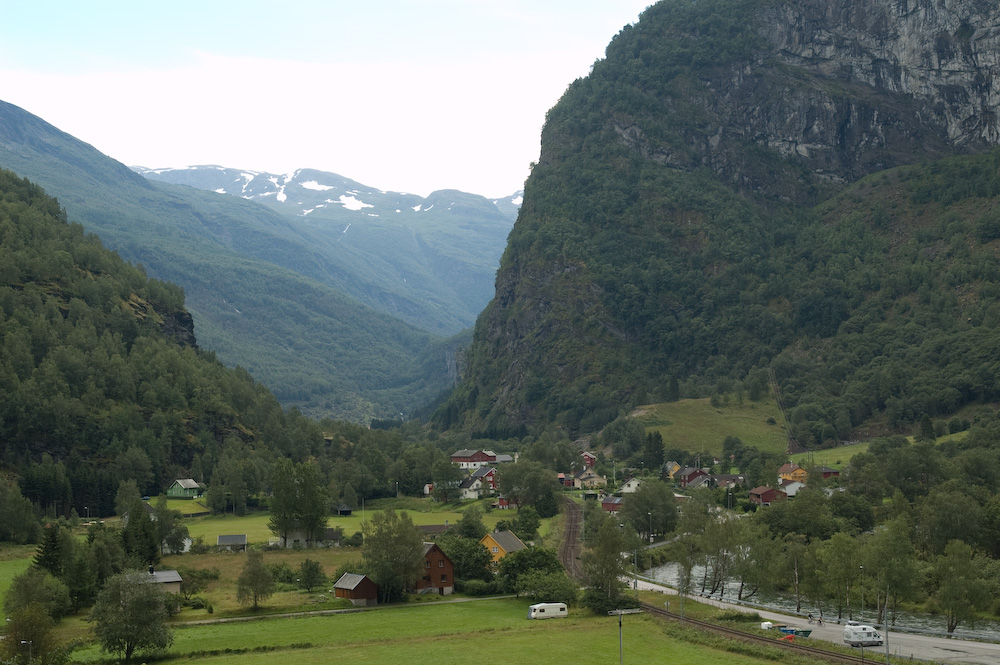
Vista del pueblo.
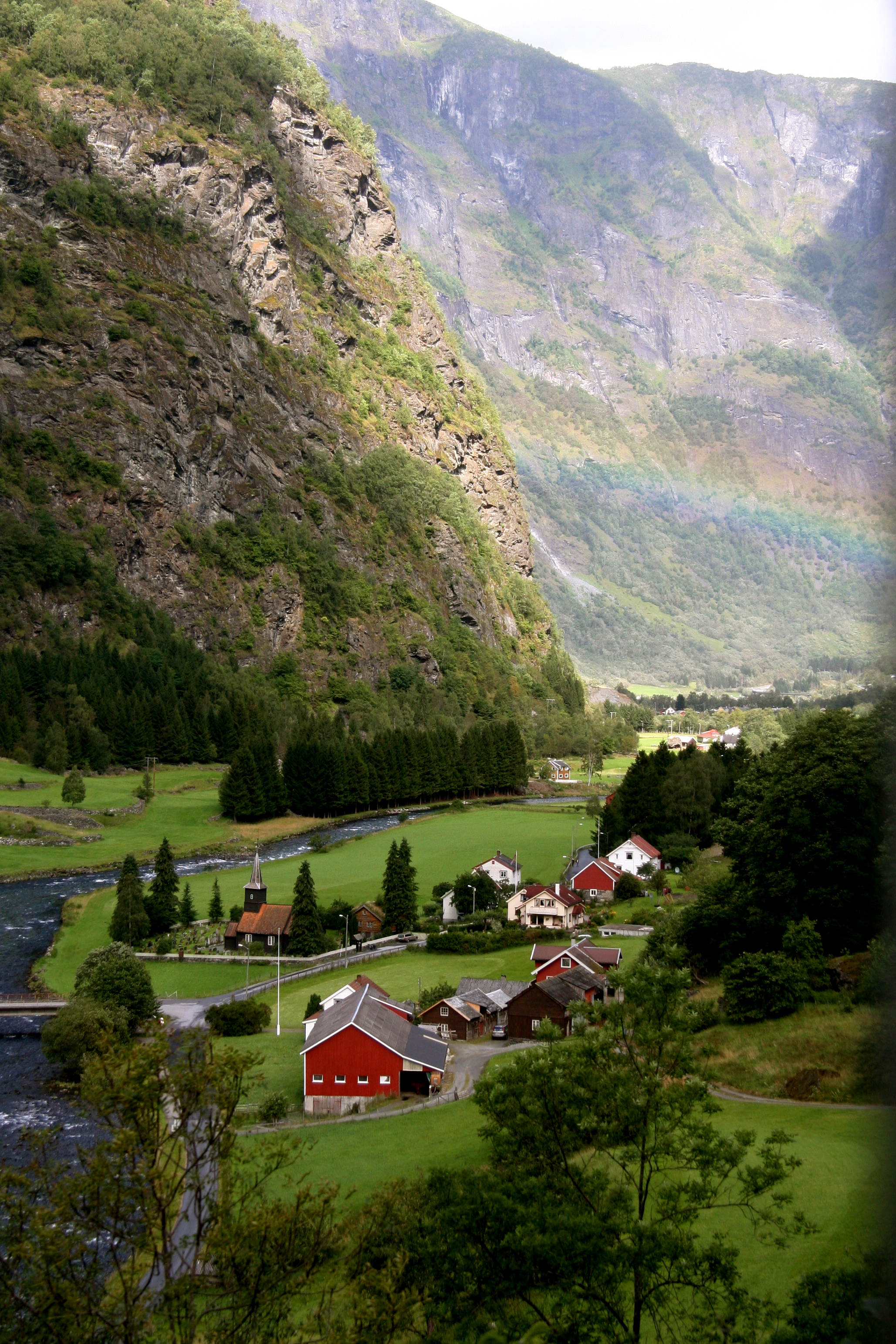
Arco iris sobre Flåm. Foto: Jenni Douglas
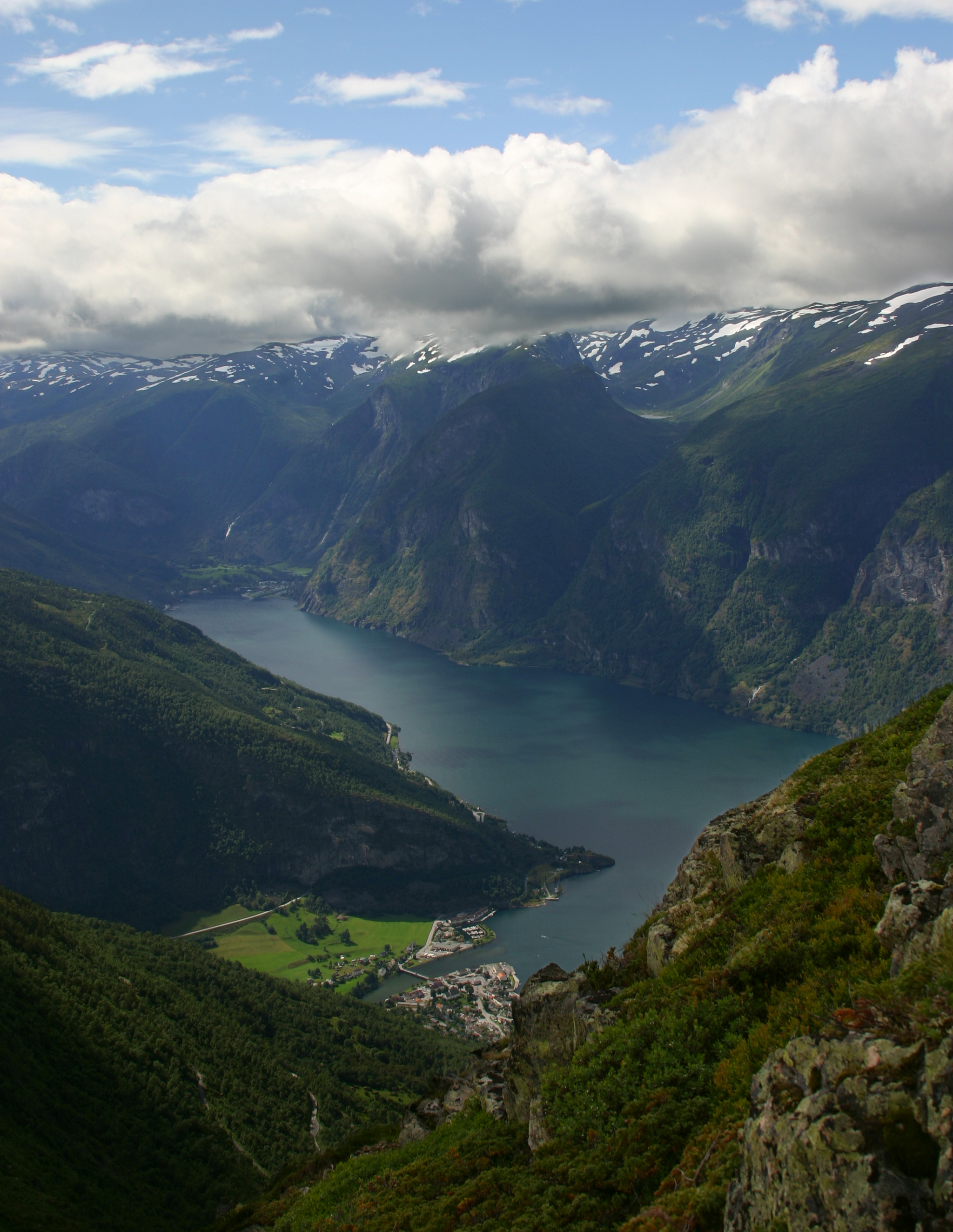
Vista del Aurlandsfjord, el Aurlandsvangen y Flåm desde las montañas colindantes.
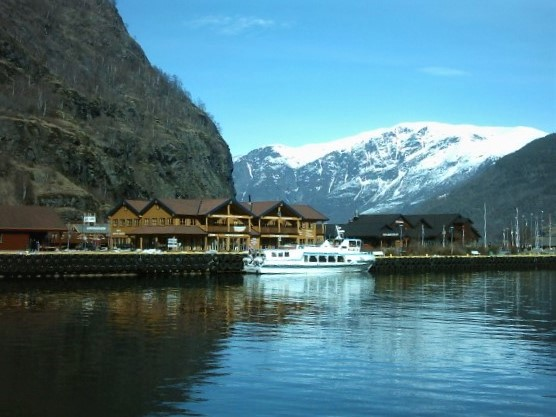
Vista del puerto.